# Pingvinerne fra Madagascar
Pingvinerne fra Madagascar (originaltitel: The Penguins of Madagascar) er en amerikansk tegneserie, som blev sendt på Nickelodeon fra 28. november 2008 til 19. december 2015. Det er en spin-off fra Madagascar-filmserien, der startede i 2005 med filmen Madagascar

## Medvirkende

### Engelske stemmer
- Tom McGrath som Skipper
- Jeff Bennett som Kowalski
- John DiMaggio som Rico
- James Patrick Stuart som Rekrut
- Danny Jacobs som Kong Julien
- Kevin Michael Richardson som Maurice
- Andy Richter som Mort
- Nicole Sullivan som Marlene
- Conrad Vernon som Mason

### Danske stemmer[3]
- Henrik Prip som Skipper
- Lasse Lunderskov som Kowalski
- Peter Secher Schmidt som Rico og Mort
- Allan Olsen som Rekrut
- Søren Ulrichs som Kong Julien
- Ole Ernst som Maurice
- Karoline Munksnæs som Marlene
- Jens Jacob Tychsen og Sigurd Holmen Le Dous som Mason